# Kiril Petkow (Skispringer)
Kiril Petkow ist ein ehemaliger bulgarischer Skispringer.

## Werdegang
Petkow gab am 30. Dezember 1984 im Rahmen der Vierschanzentournee 1984/85 in Oberstdorf sein internationales Debüt im Rahmen des Skisprung-Weltcups. Nachdem er aber in den ersten drei Springen der Tournee nur abgeschlagen jenseits der Top 70 landete, ließ er das Springen in Bischofshofen aus und beendete die Tournee auf Platz 90 der Gesamtwertung.
Bei der Nordischen Skiweltmeisterschaft 1987 in Oberstdorf startete Petkow in beiden Einzelwettbewerben. Im Einzel von der Normalschanze landete er nach Sprüngen auf 83,5 und 85 Meter auf dem 28. Platz. Von der Großschanze belegte er nach Sprüngen auf 89 und 101,5 Meter punktgleich mit dem Japaner Yasuhide Miyazaki den 56. Platz.
Bei der Vierschanzentournee 1987/88 startete Petkow noch einmal bei allen vier Springen, konnte aber in keinem der Springen in die Top 100 springen und erreichte damit Rang 98 der Gesamtwertung.

## Erfolge

### Vierschanzentournee-Platzierungen
| Saison  | Platz | Punkte |
| ------- | ----- | ------ |
| 1984/85 | 90.   | 192,0  |
| 1987/88 | 98.   | 192,0  |